# アウラ レオポルディナ

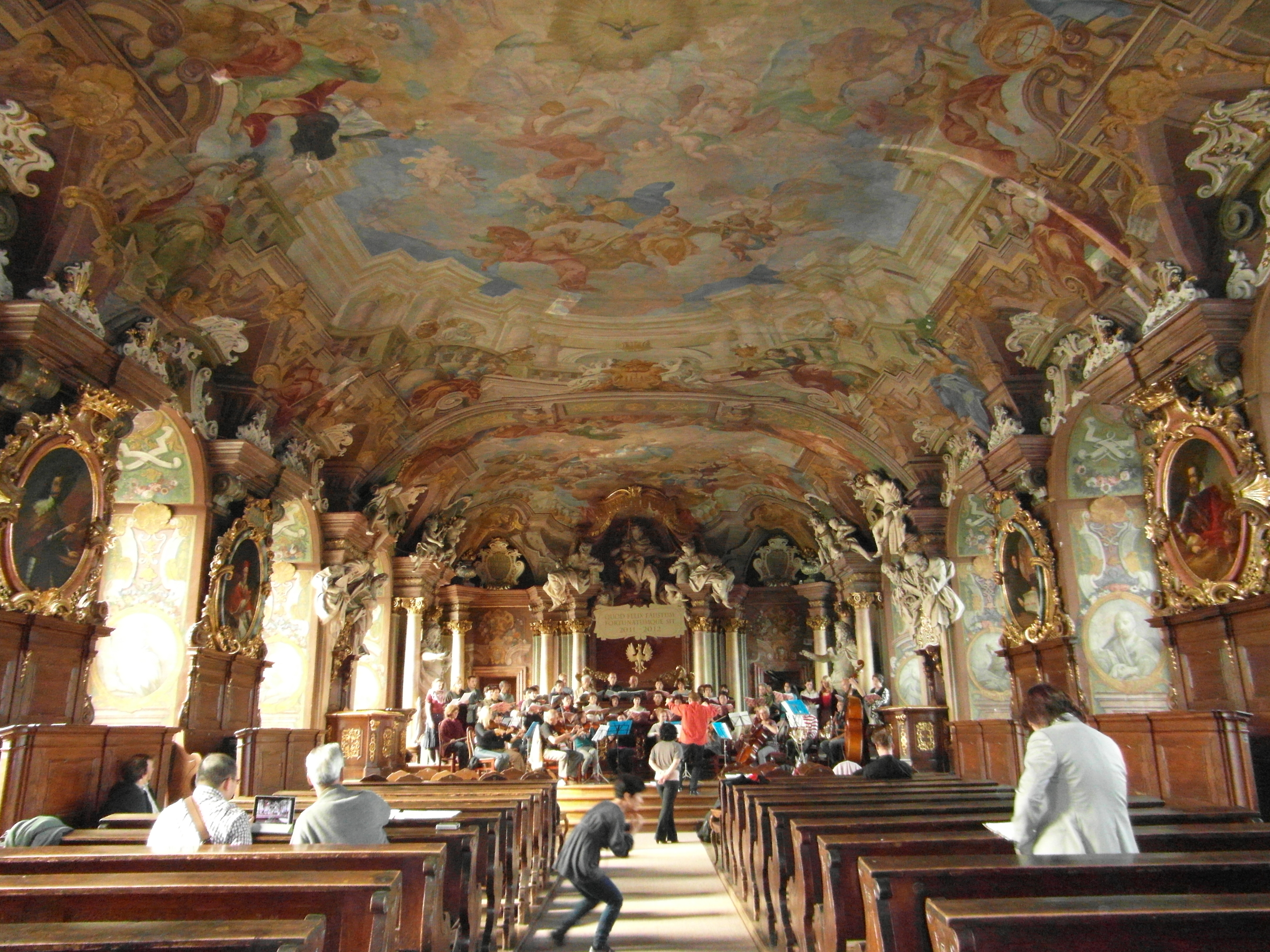
アウラレオポルディナ

アウラ レオポルディナ（Aula Leopoldina (Auditorium Academicum)）は、バロック様式で建築されたポーランド・ヴロツワフ大学所有の講堂。

## 歴史
アウラ　レオポルディナは1728年-1732年にヴロツワフ大学創設者、ローマ・ドイツ皇帝レオポルド一世の名誉を称え建築された。ポーランド、並びにヨーロッパにおける最大のバロック様式ホールとして有名。
講堂の建築にはChristoph Tauschが携わり、内部全体に施された輝かしい装飾はFranz Joseph Mangoldtが監督。天井壁画はJohann Christoph Handke、木造彫刻はKrzysztof Hollandtによるもの。
ヴロツワフ大学中央玄関を入ると1階右側にはバロック様式で内部の装飾が素晴らしいOratorium Muzyczne音楽ホールがあり、玄関ホール内の見事な壁画を眺めながら中央階段を上ると講堂入り口へと続く。
講堂内正面ステージの中央には、当時のパトロンであるレオポルド一世、その両端には勤勉・聡明をイメージした彫像が豪華に刻まれ、レオポルド一世の彫像の下には愚かさ・不和を意味する彫刻が施されている。
ヴロツワフ大学のスポンサーとしてレオポルド一世の後継者ヨゼフ一世、並びにカール四世の彫像も側面にうかがう事ができる。
講堂中央の壁画は神の知恵への賛美を象徴し、全てへの知識の源と当時の科学と芸術を蘇らせた。窓辺には比較的小さな彫刻を見ることが出来、ヴロツワフ大学に重要な役割を果たした科学者・芸術家並びに教会関係者等がずらりと並んでいる。
両側の壁には16枚の肖像画が掲げられ、描かれた全ての人物が当時のヴロツワフ大学に多大に貢献している。1997年にはこの肖像画の8枚が盗難に遭い、1枚が発見されたが、その他7枚は複製された。
この講堂は第二次世界大戦の被害に遭う事なく、美しい内装を保っている。現在では大学の卒業式等のセレモニー、ヴロツワフ市の公式行事等が催される場として使用されている。又、素晴らしい音響の良さが有名で音楽コンサートのステージとして頻繁に利用される。